# 26 de julho
26 de julho é o 207.º dia do ano no calendário gregoriano (208.º em anos bissextos). Faltam 158 dias para acabar o ano.

## Eventos históricos

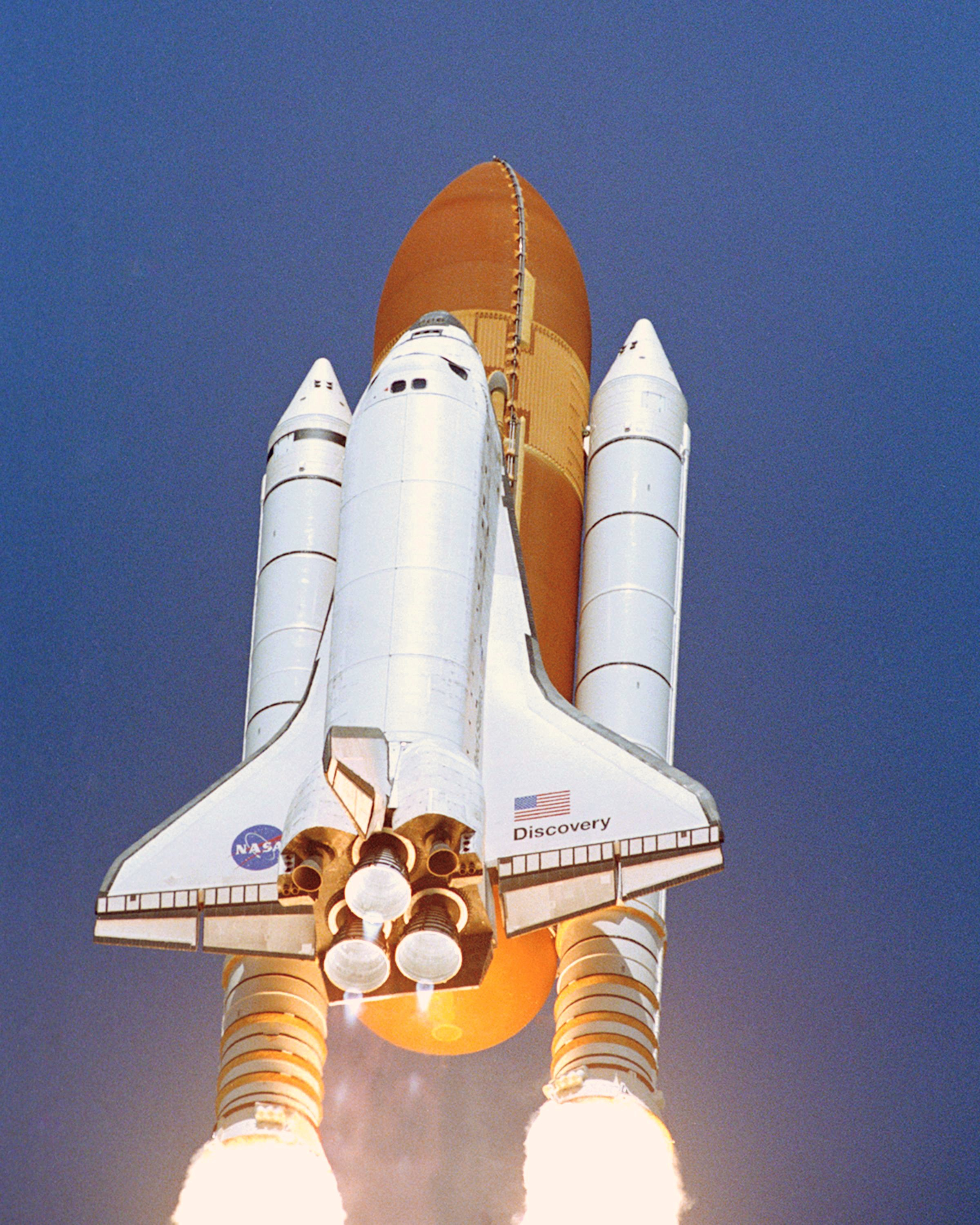
2005: Lançamento do Discovery

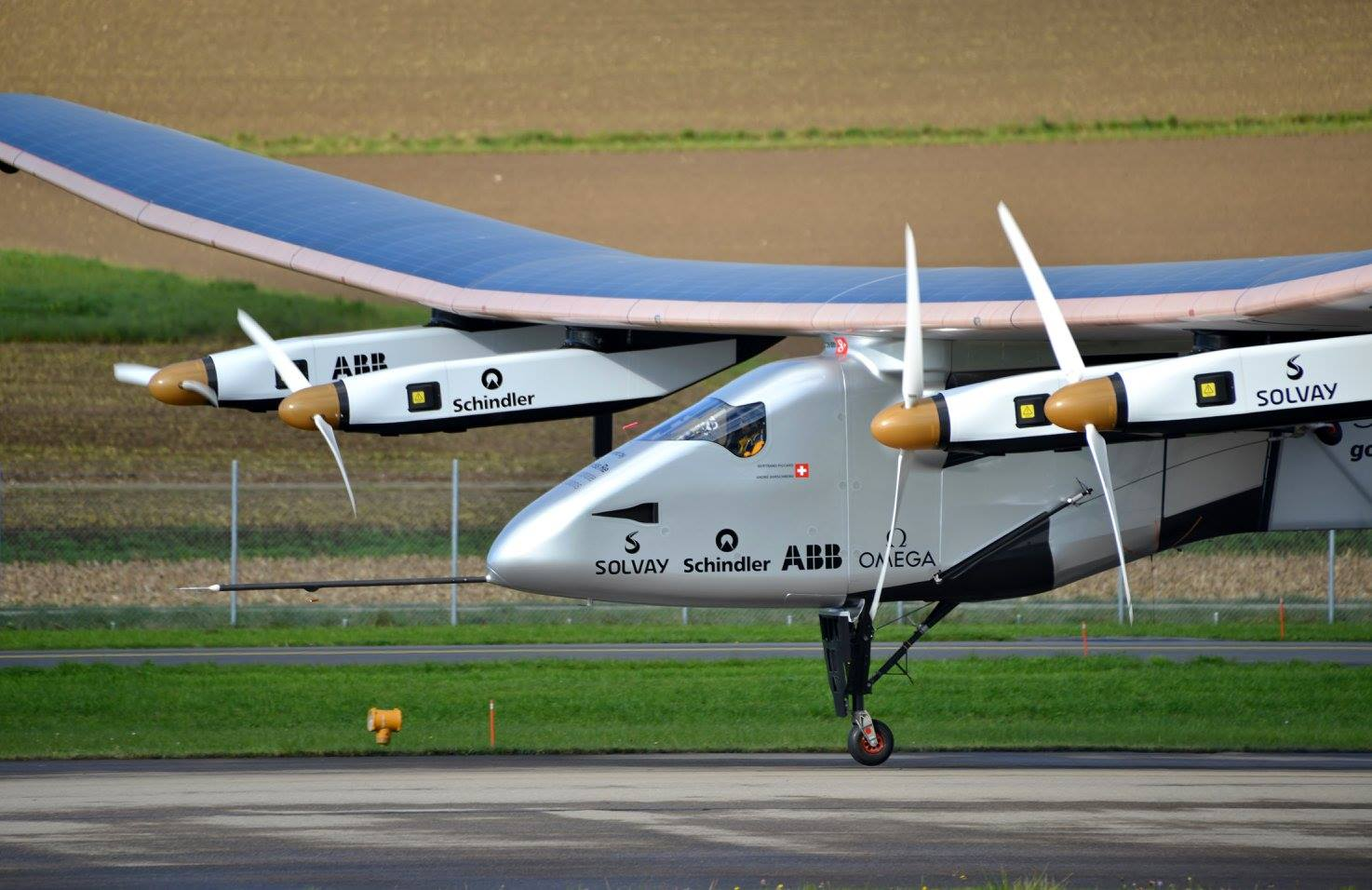
2016: Solar Impulse 2, a primeira aeronave movida a energia solar a circum-navegar a Terra

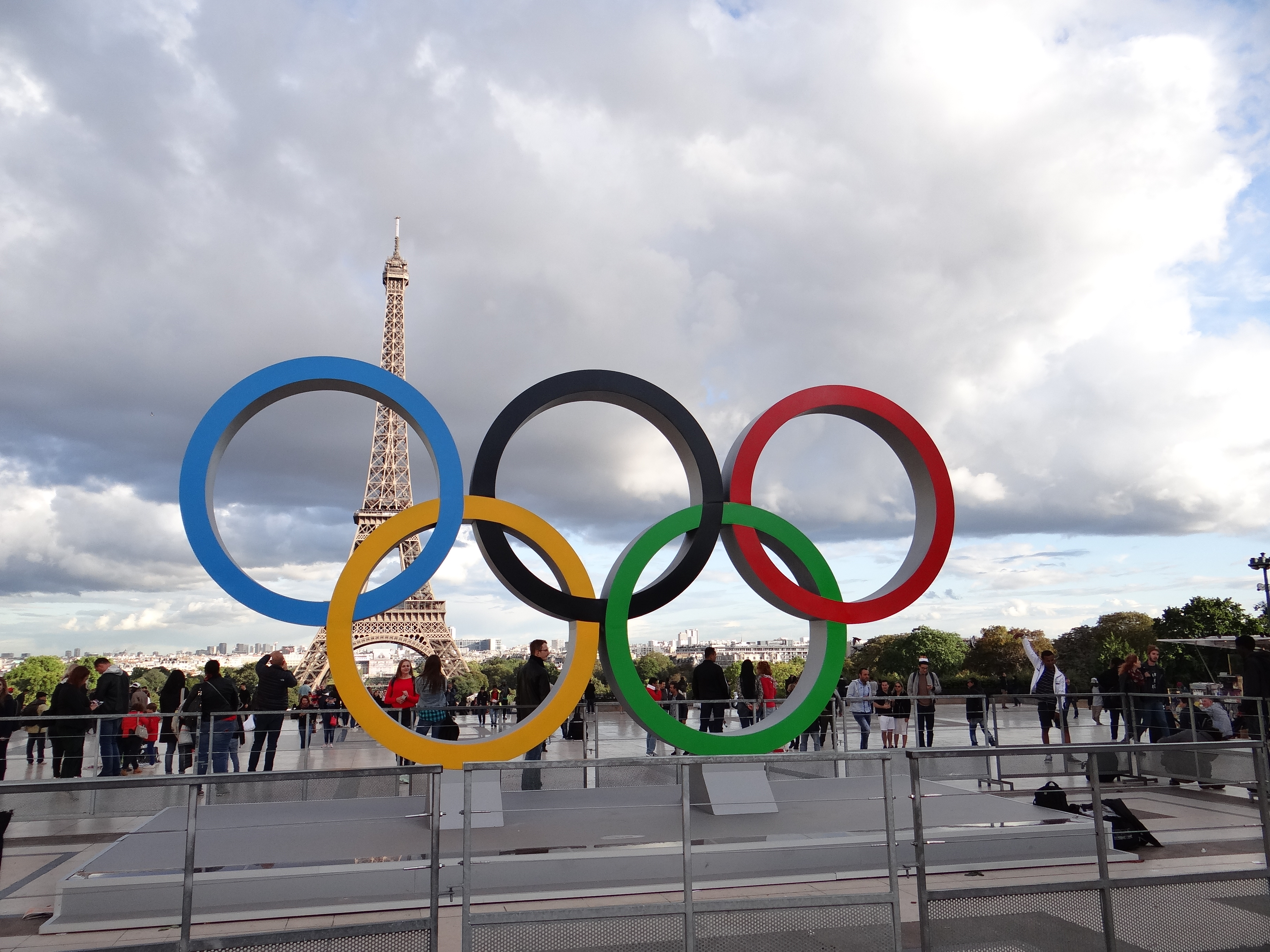
2024: Abertura dos Jogos Olímpicos em Paris

- 0657 — Primeira Guerra Civil Islâmica: na Batalha de Siffin, as tropas lideradas por Ali ibn Abu Talib se chocam com as lideradas por Moáuia I.
- 0811 — Batalha de Plisca: o imperador bizantino Nicéforo I é morto e seu herdeiro Estaurácio é seriamente ferido.
- 0920 — Derrota de uma aliança de tropas cristãs de Navarra e Leão contra os muçulmanos na Batalha de Valdejunquera.
- 1309 — Henrique VII é reconhecido Rei dos Romanos pelo Papa Clemente V.
- 1469 — Guerra das Rosas: ocorre a Batalha de Edgecote Moor, colocando as forças de Ricardo Neville contra as de Eduardo IV da Inglaterra.
- 1529 — Francisco Pizarro González, conquistador espanhol, é nomeado governador do Peru.
- 1581 — Plakkaat van Verlatinghe (Ato de Abjuração): os Países Baixos do norte declaram sua independência do rei espanhol Filipe II.
- 1579 — Francis Drake, o explorador inglês, descobre uma grande baía na costa da Califórnia, São Francisco.[1]
- 1582 — Trava-se a Batalha Naval de Vila Franca, nos Açores, entre as forças leais a D. António, Prior do Crato, e as forças leais a Filipe II de Castela.
- 1758 — Guerra Franco-Indígena: o cerco de Louisbourg termina com as forças britânicas derrotando os franceses e assumindo o controle do Golfo de São Lourenço.[2]
- 1814 — Começa a Guerra Sueco-Norueguesa.
- 1822 — José de San Martín chega a Guayaquil, no Equador, para se encontrar com Simón Bolívar.
- 1847 — A Libéria declara sua independência.
- 1861 — Guerra de Secessão: George B. McClellan assume o comando do Exército do Potomac após uma derrota desastrosa na União na Primeira Batalha de Bull Run.
- 1882
  - Fundação da República de Stellalândia na África Austral.
  - Estreia da ópera Parsifal de Richard Wagner em Bayreuth.
- 1887 — Publicação do Unua Libro, fundador do movimento Esperanto.
- 1890 — Em Buenos Aires, Argentina, ocorre a Revolução do Parque, forçando a renúncia do presidente Miguel Juárez Celman.
- 1891 — França anexa o Taiti.
- 1897 — Guerra Anglo-Afegã: um exército de mais de 10 000 homens para iniciar um cerco à guarnição britânica na Província da Fronteira Noroeste da Índia.
- 1899 — Ulises Heureaux, 27º presidente da República Dominicana, é assassinado.
- 1908
  - O Procurador-Geral dos Estados Unidos, Charles Joseph Bonaparte, emite uma ordem para contratar imediatamente pessoas para o Gabinete do Examinador Chefe (mais tarde renomeado como Departamento Federal de Investigação).
  - A primeira corrida de automóveis do Brasil e da América do Sul é realizada em São Paulo entre São Paulo e Itapecerica, num percurso de 80 quilômetros.[3]
- 1918 — O artigo de Emmy Noether, que ficou conhecido como o teorema de Noether, foi apresentado em Göttingen, na Alemanha, do qual as leis de conservação são deduzidas para simetrias de momento angular, momento linear e energia.
- 1931 — O então Presidente da Sociedade Torre de Vigia de Bíblias e Tratados, Joseph Rutherford, anuncia que a partir daquele momento os Estudantes da Bíblia, seriam chamados de Testemunhas de Jeová
- 1936 — Guerra Civil Espanhola: Alemanha e Itália decidem intervir na guerra em apoio a Francisco Franco e à facção nacionalista.
- 1937 — Guerra Civil Espanhola: fim da Batalha de Brunete com a vitória nacionalista.
- 1941 — Segunda Guerra Mundial: em resposta à ocupação japonesa da Indochina Francesa, os Estados Unidos, a Grã-Bretanha e os Países Baixos congelam todos os ativos japoneses e cortam as remessas de petróleo.
- 1942 — O bombardeio do navio mercante brasileiro Tamandaré por um submarino alemão faz o Brasil entrar na Segunda Guerra Mundial.
- 1944 — Segunda Guerra Mundial: o Exército Vermelho entra em Lviv, uma grande cidade no oeste da Ucrânia, capturando-a dos nazistas. Apenas 300 judeus sobrevivem de 160 000 que viviam em Lviv antes da ocupação.
- 1945
  - Segunda Guerra Mundial: a Declaração de Potsdam é assinada em Potsdam, Alemanha.
  - Segunda Guerra Mundial: o USS Indianapolis chega a Tinian com componentes e urânio enriquecido para a bomba nuclear Little Boy.
- 1947 — Guerra Fria: o presidente dos Estados Unidos, Harry S. Truman, assina a Lei de Segurança Nacional de 1947 na lei dos Estados Unidos, criando a Agência Central de Inteligência, o Departamento de Defesa dos Estados Unidos, a Força Aérea dos Estados Unidos, o Estado-Maior Conjunto e o Conselho de Segurança Nacional dos Estados Unidos.
- 1952 — O rei Faruque do Egito abdica em favor de seu filho Fuade.
- 1953 — Guerra Fria: Fidel Castro lidera um ataque fracassado ao quartel Moncada, iniciando a Revolução Cubana. O movimento tomou o nome da data: Movimento 26 de Julho.
- 1956 — Após a recusa do Banco Mundial em financiar a construção da represa de Assuã, o líder egípcio Gamal Abdel Nasser nacionaliza o Canal de Suez, provocando a condenação internacional.
- 1957 — Carlos Castillo Armas, ditador da Guatemala, é assassinado.
- 1958 — Programa Explorer: o Explorer 4 é lançado.
- 1963
  - Syncom 2, o primeiro satélite geoestacionário do mundo, é lançado do Cabo Canaveral em um propulsor Delta B.
  - Um sismo em Escópia, na Iugoslávia (atual Macedônia do Norte), deixa 1 100 mortos.
  - A Organização para a Cooperação e Desenvolvimento Econômico vota em admitir o Japão.
- 1971 — Programa Apollo: lançamento da Apollo 15 para o primeiro uso de um Veículo Móvel Lunar.
- 1974 — O primeiro-ministro da Grécia Konstantínos Karamanlís forma o primeiro governo civil do país após sete anos de regime militar.
- 1977 — A Assembleia Nacional de Quebec impõe o uso do francês como língua oficial do governo provincial.
- 1989 — Um grande júri federal indiciou Robert Tappan Morris, estudante da Universidade Cornell, por liberar o Morris worm, tornando-se a primeira pessoa a ser processada pela Lei de Fraude e Abuso de Informática de 1986.
- 1993 — O voo 733 da Asiana Airlines cai em um cume no Monte Ungeo em sua terceira tentativa de pousar no Aeroporto de Mokpo, Coreia do Sul. Sessenta e oito das 116 pessoas a bordo morreram.[4]
- 1999 — A Guerra de Cargil chega oficialmente ao fim. O Exército indiano anuncia o despejo completo dos invasores paquistaneses.
- 2005 — Programa Ônibus Espacial: Missão STS-114: lançamento do Discovery, a primeira missão de voo da NASA após o acidente do Columbia em 2003.
- 2006 — O primeiro caso de suicídio transmitido via Internet no Brasil: morre o jovem cantor porto-alegrense Yonlu, de 16 anos se suicida no banheiro de sua casa, deixando um legado de 60 músicas e diversos fãs espalhados pela Internet.
- 2011 — Um Lockheed C-130 Hercules da Força Aérea Real Marroquina cai perto do Aeroporto de Guelmim em Guelmim, Marrocos. Todas as 80 pessoas a bordo são mortas.[5]
- 2016
  - Ocorre um atentado terrorista na igreja de Saint-Étienne-du-Rouvray, na França. O padre Jacques Hamel foi morto, enquanto outros fiéis foram mantidos reféns.[6]
  - O Massacre de Sagamihara ocorre na prefeitura de Kanagawa, no Japão. 19 pessoas são mortas.
  - Solar Impulse 2 torna-se a primeira aeronave movida a energia solar a circum-navegar a Terra.
- 2020 — Uma Série de ataques a terras agrícolas disputadas em Darfur, Sudão, deixa mais de oitenta pessoas mortas e várias aldeias destruídas.[7]
- 2023 — Mohamed Bazoum é deposto do cargo de presidente após um golpe de estado no Níger, o comandante da guarda presidencial o general Abdourahamane Tchiani proclamou-se líder de uma junta militar.
- 2024 — Início da 30ª edição dos Jogos Olímpicos de Verão em Paris, na França.

## Nascimentos

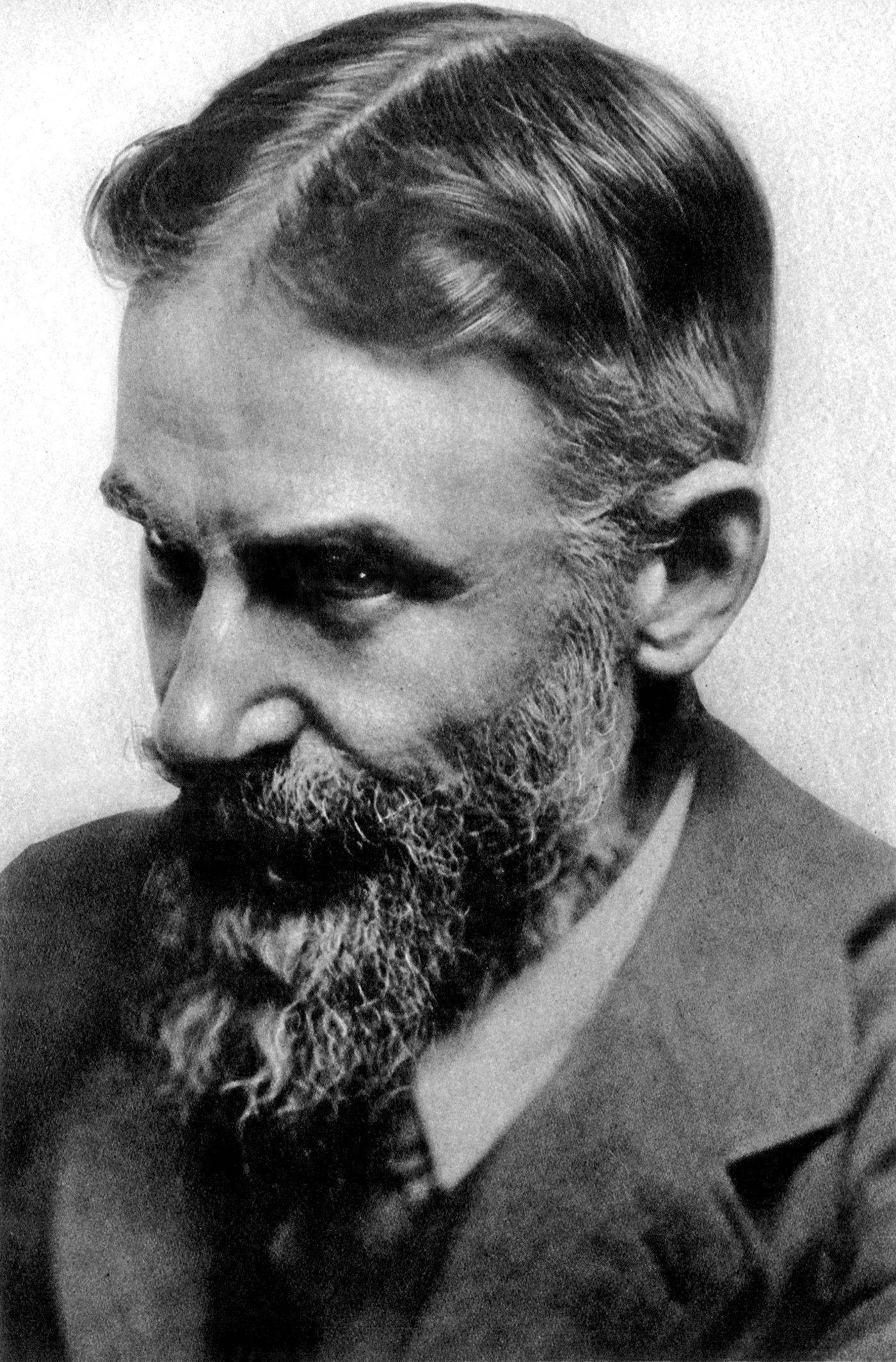
George Bernard Shaw

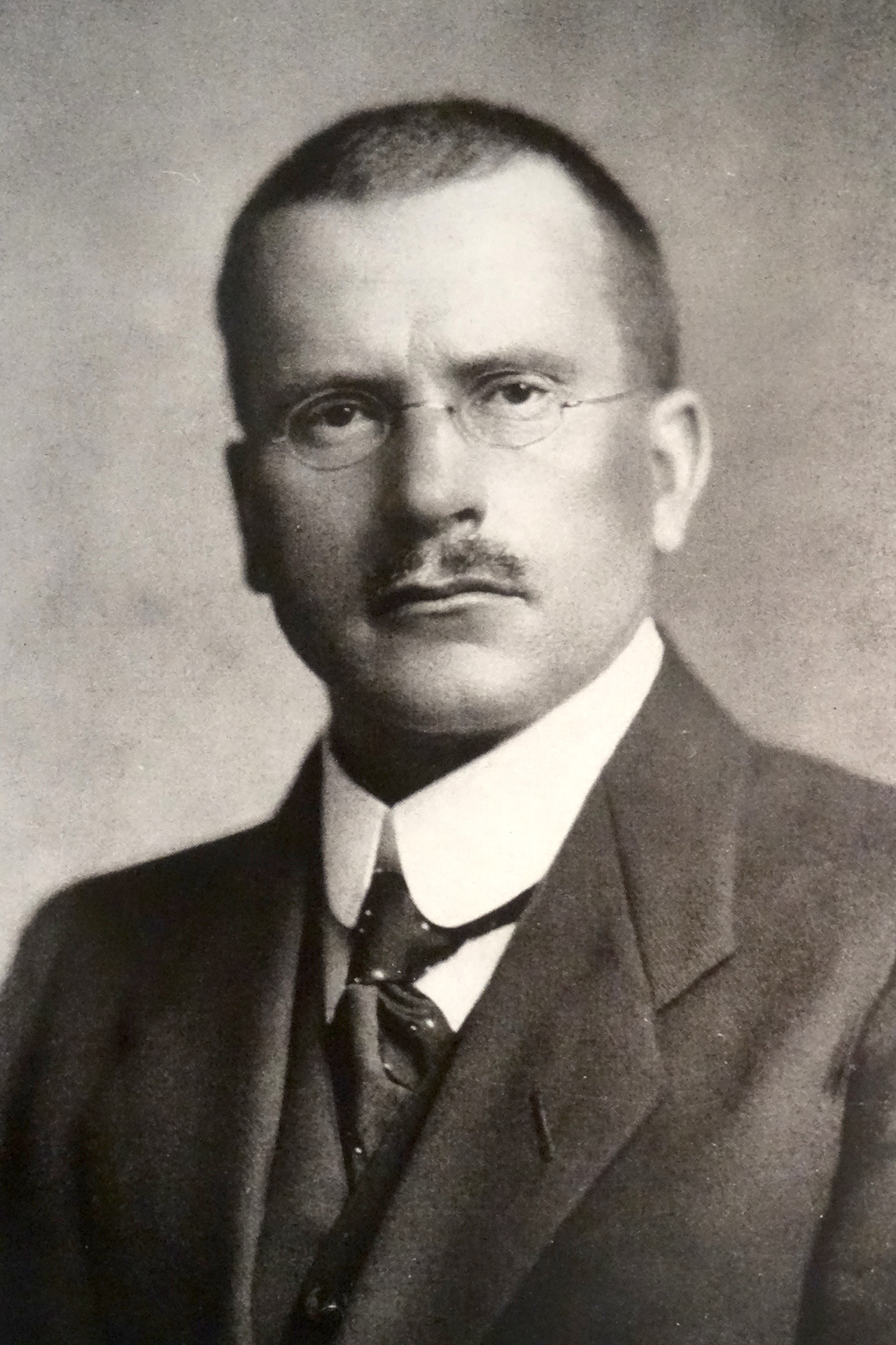
Carl Gustav Jung

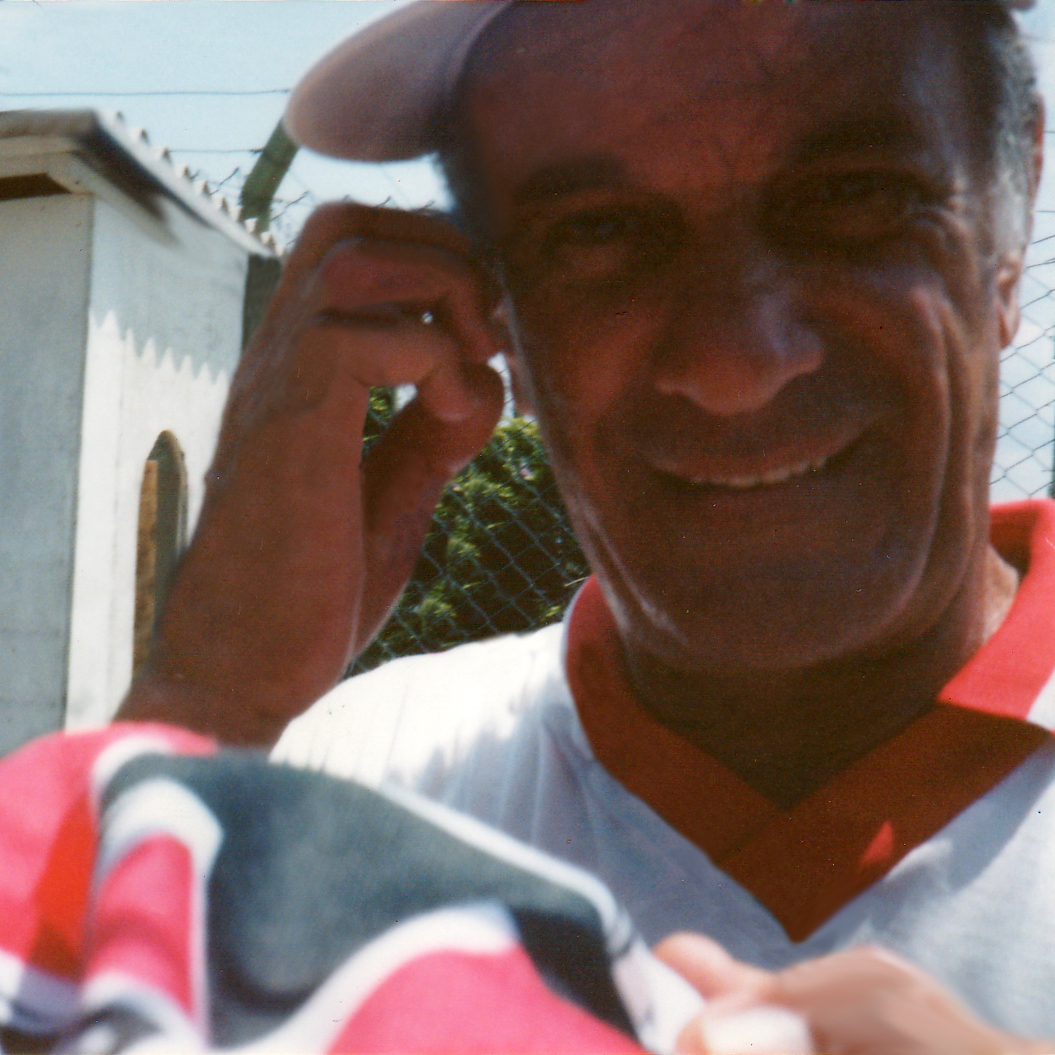
Telê Santana

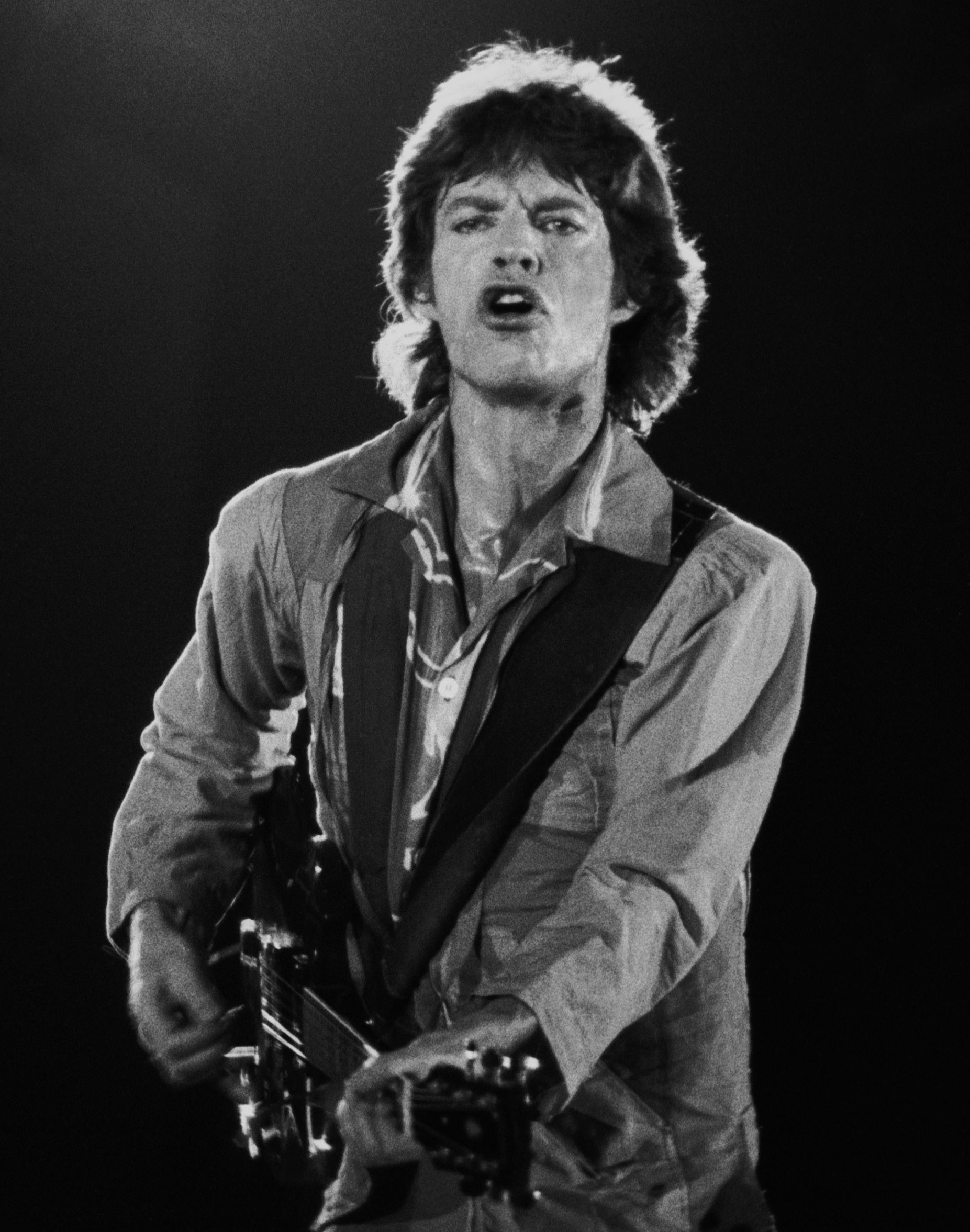
Mick Jagger

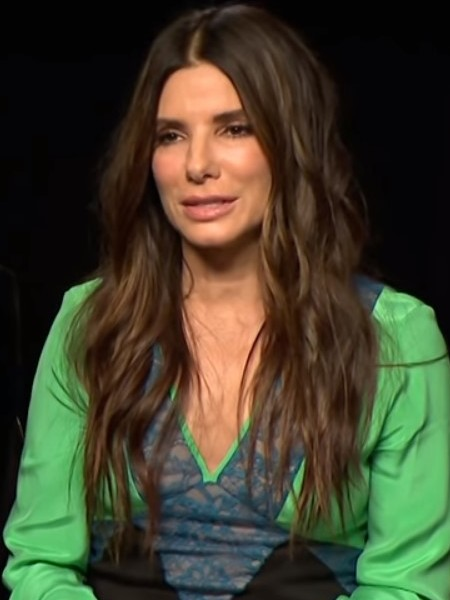
Sandra Bullock

### Anterior ao século XIX
- 1030 — Estanislau de Szczepanów, bispo e santo polonês (m. 1079).
- 1502 — Christian Egenolff, editor e humanista alemão (m. 1555).
- 1528 — Diogo de Paiva de Andrade, teólogo português (m. 1575).
- 1678 — José I do Sacro Império Romano-Germânico (m. 1711).
- 1711 — Lorenz Christoph Mizler, matemático e médico alemão (m. 1778).
- 1739 — George Clinton, político e militar estadunidense (m. 1812).
- 1787 — Theodor Friedrich Ludwig Nees von Esenbeck, botânico e farmacologista alemão (m. 1837).
- 1791 — Franz Xaver Wolfgang Mozart, compositor austríaco (m. 1844).
- 1796 — George Catlin, pintor estadunidense (m. 1872).

### Século XIX
- 1802 — Mariano Arista, político mexicano (m. 1855).
- 1817 — Bernhard Windscheid, jurista alemão (m. 1892).
- 1822 — Jakob Dubs, político suíço (m. 1879).
- 1829 — Auguste Beernaert, político belga (m. 1912).
- 1841 — Carl Robert Jackobson, escritor e político estoniano (m. 1882).
- 1851 — Jerônimo de Castro Abreu Magalhães, engenheiro civil brasileiro (m. 1909).
- 1855 — Ferdinand Toennies, sociólogo alemão (m. 1936).
- 1856 — George Bernard Shaw, escritor e dramaturgo irlandês (m. 1950).
- 1861
  - Vazha-Pshavela, escritor georgiano (m. 1915).
  - Ægidius Elling, inventor e engenheiro norueguês (m. 1949).
- 1865 — Philipp Scheidemann, político alemão (m. 1939).
- 1870 — Ignacio Zuloaga, pintor espanhol (m. 1945).
- 1874 — Serge Koussevitzky, maestro, compositor e baixista russo (m. 1951).
- 1875
  - Carl Gustav Jung, psicólogo e psicanalista suíço (m. 1961).
  - Antonio Machado, poeta espanhol (m. 1939).
- 1877 — Jesse Livermore, economista estadunidense (m. 1940).
- 1881 — James Cecil Parke, tenista, golfista e jogador de rugby irlandês (m. 1946).
- 1884
  - Lino Ferreira, ator e diretor de cinema e teatro português (m. 1939).
  - Joseph Sweeney, ator estadunidense (m. 1963).
- 1885 — André Maurois, escritor francês (m. 1967).
- 1893
  - George Grosz, ilustrador e pintor alemão (m. 1959).
  - E. R. Dodds, historiador irlandês (m. 1979).
- 1894 — Aldous Huxley, escritor britânico (m. 1963).
- 1895
  - Gracie Allen, atriz e cantora estadunidense (m. 1964).
  - Cassiano Ricardo, poeta e jornalista brasileiro (m. 1974).
  - Kenneth Harlan, ator estadunidense (m. 1967).
- 1896
  - Evelyn Preer, atriz americana (m. 1932).
  - Jack E. Cox, diretor de fotografia britânico (m. 1960).
- 1897 — Paul Gallico, escritor estadunidense (m. 1976).
- 1898 — Günther Korten, militar alemão (m. 1944).

### Século XX e XXI

#### 1901–1950
- 1901 — Umberto Caligaris, futebolista e treinador de futebol italiano (m. 1940).
- 1903 — Estes Kefauver, político estadunidense (m. 1963).
- 1906 — Armando José Fernandes, compositor português (m. 1983).
- 1909 — Vivian Vance, atriz e cantora estadunidense (m. 1977).
- 1914 — Franz Bistricky, handebolista austríaco (m. 1976).
- 1916
  - Jaime Luiz Coelho, arcebispo brasileiro (m. 2014).
  - Sylvio Pirillo, futebolista e treinador de futebol brasileiro (m. 1991).
- 1919 — James Lovelock, químico britânico (m. 2022).
- 1920
  - Celso Furtado, economista brasileiro (m. 2004).
  - Nilton Pacheco de Oliveira, jogador de basquete brasileiro (m. 2013).
- 1921 — Amedeo Amadei, futebolista italiano (m. 2013).
- 1922
  - Blake Edwards, cineasta estadunidense (m. 2010).
  - Jason Robards, ator e cantor estadunidense (m. 2000).
- 1923 — Camilo Cola, empresário e político brasileiro (m. 2021).
- 1926
  - Carlos Donazar Calvete, futebolista brasileiro (m. 2011).
  - James Best, ator, cantor, cineasta e roteirista estadunidense (m. 2015).
- 1927 — Matateu, futebolista português (m. 2000).
- 1928
  - Stanley Kubrick, cineasta estadunidense (m. 1999).
  - Francesco Cossiga, político italiano (m. 2010).
  - Joseph Jackson, empresário estadunidense (m. 2018).
  - Elliott Erwitt, fotógrafo e publicitário estadunidense (m. 2023).
- 1930 — Plínio de Arruda Sampaio, advogado e político brasileiro (m. 2014).
- 1931
  - Telê Santana, treinador de futebol e futebolista brasileiro (m. 2006).
  - Takashi Ono, ex-ginasta japonês.
  - John Elsworthy, futebolista britânico (m. 2009).
  - Robert Colbert, ator estadunidense.
- 1932 — Vasco Almeida e Costa, político português (m. 2010).
- 1933
  - Edmund Phelps, economista estadunidense.
  - Danuza Leão, jornalista brasileira (m. 2022).
- 1935
  - Ken Leek, futebolista britânico (m. 2007).
  - James Easton, engenheiro estadunidense (m. 2023).
- 1937
  - Hélio Oiticica, pintor, escultor e performático brasileiro (m. 1980).
  - Günther Jakobs, filósofo, escritor e jurista alemão.
- 1939
  - John Howard, político australiano.
  - Heloísa Buarque de Hollanda, escritora e ensaísta brasileira (m. 2025).
- 1940
  - Dobie Gray, cantor e compositor estadunidense (m. 2011).
  - Jean-Luc Nancy, filósofo francês (m. 2021).
- 1942 — Teddy Pilette, ex-automobilista belga.
- 1943
  - Mick Jagger, cantor, compositor, músico e ator britânico.
  - Andrea True, atriz e cantora estadunidense (m. 2011).
- 1944
  - Reynaldo Rayol, músico brasileiro (m. 2021).
  - Ann-Christine Nyström, cantora finlandesa (m. 2022).
  - Yeda Crusius, economista e política brasileira.
  - Betty Davis, cantora estadunidense (m. 2022).
- 1945
  - Helen Mirren, atriz britânica.
  - Panagiotis Pikrammenos, jurista e político grego.
  - Linda Harrison, atriz estadunidense.
- 1946
  - Doug Crusan, ex-jogador profissional de futebol americano estadunidense.
  - Emilio de Villota, ex-automobilista espanhol.
- 1947 — Aminata Traoré, ativista, escritora e política malinesa.
- 1948 — Íris Abravanel, empresária, jornalista e autora de novelas brasileira.
- 1949
  - Thaksin Shinawatra, empresário e político tailandês.
  - Roger Taylor, músico e multi-instrumentista britânico.
- 1950
  - Nelinho, ex-futebolista brasileiro.
  - Susan George, atriz britânica.
  - Rich Vogler, automobilista estadunidense (m. 1990).
  - Paul Seymour, matemático britânico.

#### 1951–2006
- 1951
  - William S. McArthur, astronauta norte-americano.
  - Mike Rae, ex-jogador profissional de futebol americano estadunidense.
- 1952 — Yousry Nasrallah, cineasta egípcio.
- 1953
  - Felix Magath, ex-futebolista e treinador de futebol alemão.
  - Willi Melliger, ginete suíço (m. 2018).
- 1954
  - Vitas Gerulaitis, tenista estadunidense (m. 1994).
  - Leonardo Daniel, ator e cineasta mexicano.
- 1955
  - Aleksandrs Starkovs, ex-futebolista e treinador de futebol letão.
  - Asif Ali Zardari, empresário e político paquistanês.
- 1956
  - Andy Goldsworthy, fotógrafo, escultor e ambientalista britânico.
  - Dorothy Hamill, ex-patinadora artística estadunidense.
- 1957
  - Nana Visitor, atriz estadunidense.
  - Rosana Hermann, escritora, roteirista e apresentadora brasileira.
  - Yuen Biao, ator chinês.
- 1958
  - Angela Hewitt, pianista canadense.
  - Romy Müller, ex-velocista alemã.
- 1959 — Kevin Spacey, ator estadunidense.
- 1960 — Adrian Popescu, ex-futebolista romeno.
- 1961
  - Gary Cherone, cantor estadunidense.
  - Sergey Fokin, ex-futebolista russo.
  - Raquel Dodge, jurista brasileira.
  - Danie Visser, ex-tenista sul-africano.
  - Bernardo Moniz da Maia, empresário e ex-automobilista português.
- 1962
  - Galina Chistyakova, ex-atleta ucraniana.
  - Jorge Bom Jesus, acadêmico, linguista e político são-tomense.
  - Uwe Raab, ex-ciclista alemão.
- 1963 — Thedy Corrêa, músico brasileiro.
- 1964
  - Sandra Bullock, atriz estadunidense.
  - Pitso Mosimane, ex-futebolista e treinador de futebol sul-africano.
- 1965
  - Jeremy Piven, ator e produtor de cinema estadunidense.
  - Jim Lindberg, músico e escritor norte-americano.
- 1966
  - Angelo Di Livio, ex-futebolista italiano.
  - Youssouf Falikou Fofana, ex-futebolista marfinense.
- 1967
  - Jason Statham, ator e produtor de cinema britânico.
  - Dominic Kinnear, ex-futebolista e treinador de futebol estadunidense.
- 1968
  - Olivia Williams, atriz britânica.
  - Vítor Pereira, treinador de futebol português.
- 1969
  - Clebão, ex-futebolista brasileiro.
  - Márcia Fu, ex-jogadora de vôlei brasileira.
- 1970
  - João Chissano, ex-futebolista e treinador de futebol moçambicano.
  - Cress Williams, ator estadunidense.
  - Joseph Bishara, compositor, cantor, produtor musical e ator estadunidense.
- 1971
  - Andrea Fortunato, futebolista italiano (m. 1994).
  - Mladen Rudonja, ex-futebolista esloveno.
- 1972 — Leticia Brédice, atriz e cantora argentina.
- 1973
  - Kate Beckinsale, atriz britânica.
  - Anne Boyer, escritora e ensaísta norte-americana.
- 1974
  - Martín Basso, automobilista argentino.
  - Daniel Negreanu, jogador de pôquer canadense.
  - Guilhermina Guinle, atriz e empresária brasileira.
- 1975
  - José-Karl Pierre-Fanfan, ex-futebolista francês.
  - Liz Truss, política britânica.
- 1976
  - Pável Pardo, ex-futebolista mexicano.
  - Alice Taglioni, atriz francesa.
  - Danny Ortiz, futebolista guatemalteco (m. 2004).
  - Limber Pérez, ex-futebolista hondurenho.
- 1977
  - Martin Laursen, ex-futebolista dinamarquês.
  - Rebecca St. James, cantora e atriz australiana.
  - Tanja Szewczenko, ex-patinadora artística alemã.
- 1978
  - João Paulo Rodrigues, humorista, ator, cantor e apresentador português.
  - Eve Myles, atriz britânica.
  - Jehad Muntasser, ex-futebolista líbio.
  - Marcus Fraser, golfista australiano.
- 1979
  - Darío Verón, ex-futebolista paraguaio.
  - Štěpán Vachoušek, ex-futebolista tcheco.
- 1980 — Jacinda Ardern, política neozelandesa.
- 1981 — Maicon, ex-futebolista brasileiro.
- 1983
  - Stephen Makinwa, ex-futebolista nigeriano.
  - Danilo Nogueira, ginasta brasileiro.
  - Kelly Clark, snowboarder estadunidense.
  - Renato Silva, ex-futebolista brasileiro.
  - Oswaldo Minda, ex-futebolista equatoriano.
  - Ken Wallace, canoísta australiano.
- 1984
  - Marcos Gomes, automobilista brasileiro.
  - Ádám Marosi, pentatleta húngaro.
- 1985
  - Gaël Clichy, ex-futebolista francês.
  - Jeong Gyeong-mi, judoca sul-coreana.
- 1986
  - Leonardo Ulloa, ex-futebolista argentino.
  - Bruna Caram, cantora brasileira.
- 1987
  - Fredy Montero, futebolista colombiano.
  - Panagiotis Kone, ex-futebolista grego.
- 1988
  - Francia Raisa, atriz estadunidense.
  - Diego Perotti, ex-futebolista argentino.
  - Sabrina Fernandes, socióloga, professora e ex-youtuber brasileira.
  - Fernanda Borges, atleta de lançamento de dardo brasileira.
- 1989
  - Ivian Sarcos, modelo venezuelana.
  - Julien Vermote, ciclista belga.
- 1990
  - Bianca A. Santos, atriz estadunidense.
  - Jesús Herrada, ciclista espanhol.
- 1991
  - Pérola Faria, atriz brasileira.
  - Conor McLaughlin, futebolista norte-irlandês.
  - Dakota Lucas, futebolista neozelandês.
- 1992
  - Lucas Nogueira, ex-jogador de basquete brasileiro.
  - João Souto, jogador de hóquei em patins português.
- 1993
  - Taylor Momsen, atriz e cantora estadunidense.
  - Felipe Ovono, futebolista guinéu-equatoriano.
  - Franck Engonga, futebolista gabonês.
  - Stormzy, rapper britânico.
  - Elizabeth Gillies, atriz e cantora estadunidense.
  - Danny van Poppel, ciclista neerlandês.
- 1994
  - Robert Piris da Motta, futebolista paraguaio.
  - Lorrenzo Manzin, ciclista francês;
- 1995
  - Marco Ilaimaharitra, futebolista malgaxe.
  - Tessa Blanchard, lutadora profissional norte-americana.
- 1996 — Michael Ben David, cantor israelense.
- 1998
  - Nath Finanças, educadora financeira e youtuber brasileira.
  - Diana Gomes, futebolista portuguesa.
- 2000
  - Thomasin McKenzie, atriz neozelandesa.
  - Taj Jones, ciclista australiano.
  - Lasha Bekauri, judoca georgiano.

### Século XXI
- 2004
  - Dilano van 't Hoff, automobilista neerlandês (m. 2023).
  - Bilal Coulibaly, jogador de basquete francês.
- 2006 — Ana Bărbosu, ginasta romena.

## Mortes

### Anterior ao século XIX
- 0342 — Cheng de Jin, imperador da Dinastia Jin (n. 321).
- 0811 — Nicéforo I, o Logóteta, imperador bizantino (n. ?).
- 0990 — Fujiwara no Kaneie, estadista japonês (n. 929).
- 1330 — Eufêmia da Pomerânia, rainha da Dinamarca (n. c. 1285).
- 1380 — Kōmyō, imperador do Japão (n. 1322).
- 1383 — Isabel de Valois, Duquesa de Bourbon (n. 1313).
- 1471 — Papa Paulo II (n. 1418).
- 1506 — Ana de Foix-Candale, rainha da Boêmia e Hungria (n. 1484).
- 1655 — Cyrano de Bergerac, escritor e duelista francês (n. 1619).
- 1664 — Sofia Margarida de Oettingen-Oettingen, marquesa de Brandemburgo-Ansbach (n. 1634).
- 1703 — Gérard Audran, gravurista francês (n. 1640).

### Século XIX
- 1801 — Maximiliano Francisco da Áustria (n. 1756).
- 1863 — Sam Houston, político estadunidense (n. 1793).
- 1867 — Oto da Grécia (n. 1815).
- 1899 — Ulises Heureaux, político dominicano (n. 1845).

### Século XX
- 1930 — João Pessoa, político brasileiro (n. 1878).
- 1942 — Titus Brandsma, religioso católico neerlandês (n. 1881).
- 1944 — Clóvis Beviláqua, jurista brasileiro (n. 1859).
- 1952 — Eva Perón, política argentina (n. 1919).
- 1956 — Carlos Castillo Armas, militar e político guatemalteco (n. 1914).
- 1984 — George Gallup, estatístico estado-unidense (n. 1901).
- 1995 — Laurindo Almeida, violonista e compositor brasileiro (n. 1917).
- 1999 — Trygve Magnus Haavelmo, economista norueguês (n. 1911).

### Século XXI
- 2004 — William A. Mitchell, químico industrial norte-americano (n. 1911).
- 2005 — Dom Um Romão, instrumentista e compositor brasileiro (n. 1925).
- 2006 — Yonlu, músico brasileiro (n. 1989).
- 2009
  - Sérgio Viotti, ator brasileiro (n. 1927).
  - Maria Sílvia, atriz brasileira (n. 1944).
  - Merce Cunningham, bailarino e coreógrafo norte-americano (n. 1919).
- 2012 — Lupe Ontiveros, atriz estadunidense (n. 1942).
- 2013 — JJ Cale, cantor, compositor e músico estadunidense (n. 1938).
- 2016 — Jacques Hamel, presbítero católico francês (n. 1930).
- 2017 — June Foray, dubladora estadunidense (n. 1917).
- 2020 — Olivia de Havilland, atriz britânica (n. 1916).
- 2021 — Joey Jordison, músico estadunidense (n. 1975).
- 2023 — Sinéad O'Connor, cantora irlandesa (n. 1966).

## Feriados e eventos cíclicos

### Internacional
- Dia dos Avós
- Dia do Moedeiro
- Dia Mundial de Proteção aos Manguezais

### Portugal
- Feriado Municipal de Loures

### Brasil
- Dia Nacional do Arqueólogo
- Aniversário das cidade de Cianorte - Paraná.
- Aniversário da cidade de Poço Branco - Rio Grande do Norte.
- Aniversário das cidades de Sumaré e Areias - São Paulo.
- Aniversário das cidades de Monsenhor Hipólito e Ribeiro Gonçalves - Piauí.
- Feriado municipal em Caicó, Feira de Santana, Mogi das Cruzes, Ponta Grossa, Castro e centenas de outros municípios - Dia de Sant'Ana, padroeira dessas cidades. A relação de cidades que comemora-se o dia da padroeira Sant'Ana é longa e atinge centenas de casos.
- Feriado municipal em São Joaquim da Barra - Dia de São Joaquim, padroeiro da cidade.

### Cristianismo
- Ana
- Jacques Hamel
- Joaquim
- Maria Pierina De Micheli

## Outros calendários
- No calendário romano era o 7.º dia (VII) antes das calendas de agosto.
- No calendário litúrgico tem a letra dominical D para o dia da semana.
- No calendário gregoriano a epacta do dia é i.